# Torneo de Primavera
El Torneo de Primavera fue un torneo de fútbol organizado por la Federación Deportiva de Occidente de Aficionados disputado por equipos de la antigua Liga de Occidente. Se jugó entre los equipos pertenecientes a la categoría de Primera Fuerza de Jalisco.

## Historia
Cuando el fútbol mexicano aún estaba refugiado en un número de ligas regionales las cuales contaban con sus propios torneos de liga y copa, la Liga Amateur de Jalisco y la Liga Amateur del Distrito Federal dos de las ligas más poderosas, durante un largo tiempo disputaron varios encuentros entre sus equipos más representativos en los cuales se disputaba el título del llamado Torneo de Primavera.
En 1929 estos encuentros a visita recíproca quedaron suspendidos por la visita del Sparta de Chicago. Fue entonces que la liga jalisciense decidió realizar un torneo para tener actividad futbolística y no tener que esperar los 4 meses restantes para que iniciara la liga 1929-30.
El 14 de julio de 1929 se puso en marcha el primer Torneo de Primavera con únicamente equipos de Jalisco, las primeras nueve oncenas que participaron fueron: Atlético Latino, Marte, Guadalajara, Colón, Oro, Atlas, Nacional, Imperio y Alianza. El torneo fue donado por el general Andrés Figueroa de la Jefatura de Operaciones Militares.
En este primer torneo Nacional y Latino fueron ganando sus encuentros hasta llegar a la final que se disputó el 18 de agosto de 1929, donde además se jugó el encuentro Atlas-Alianza contra Imperio como homenaje a la institución rojinegra por parte de los directivos de la FDOA. El juego preliminar resultó con empate a dos goles y el choque estelar, terminó con un empate de 3-3.